# Bundesautobahn 28
Pour les articles homonymes, voir A28.
La Bundesautobahn 28 (BAB 28, A28 ou Autobahn 28) est une autoroute allemande mesurant 92 kilomètres en Basse-Saxe. Elle relie Brême à Leer en passant par Oldenbourg. Après Leer, elle est poursuivie par l’A280 vers les Pays-Bas. L’A28 fait partie de l’E22.

## Tracé
L’A28 comporte 26 sorties numérotées de 1 à 26 de Leer à Brême, et croise 4 autoroutes d’est en ouest:
- à Brême
- à Oldenbourg
- à Oldenbourg
- à Leer